# Instrument météorologique
Les instruments météorologiques sont des appareils de mesure utilisés pour enregistrer les valeurs des paramètres atmosphériques. Ils sont conçus pour fonctionner dans des conditions naturelles sous n'importe quelle zone climatique de manière fiable, donner des lectures stables sur une large plage de températures et dans des conditions de haute humidité ou avec des précipitations élevées. Ils ne doivent pas être affectés par le vent ou la poussière et les résultats des mesures prises à des différents temps et emplacements doivent être uniformes. Pour cela, ils sont fabriqués selon des standards internationaux homologués par l'Organisation météorologique mondiale et mis en place selon des critères bien précis pour que leurs lectures soient indépendantes des conditions locales.
Ces instruments mesurent divers paramètres qui caractérisent l'atmosphère et le sol : pression, température, humidité, vent, ensoleillement, visibilité et précipitations. Ces instruments peuvent être utilisés indépendamment ou regroupés dans une station météorologique. Ils peuvent mesurer en surface ou être aéroportés pour mesurer les paramètres en altitude dans un avion, une radiosonde sous un ballon-sonde ou dans une fusée-sonde. Les instruments peuvent aussi faire de la télédétection comme le radar météorologique ou la satellite météorologique

## Histoire
Pour toutes les civilisations agricoles ou pastorales le temps qu'il a fait, qu'il fait ou qu'il fera a toujours été une préoccupation importante. Dans l'Antiquité chinoise, le premier ouvrage concernant la météorologie est le Nei Jing Su Wen (fin du Ier millénaire av. J.-C.), comprenant des observations et même des prévisions. En Inde, les périodes de mousson mènent aux premières mesures de quantité de précipitations tombées ainsi qu'à des prévisions vers 400 av. J.-C..
Le chinois, Qin Jiushao (1202–1261), a mis au point des pluviomètres qui ont été largement utilisés pendant la dynastie des Song du Sud pour recueillir des données météorologiques sur les précipitations et il a probablement été le premier à utiliser des nivomètres pour la mesure de la neige,.
En 1450, Leon Battista Alberti a développé un anémomètre à plaque, le premier anémomètre. En 1607, Galileo Galilei construit un thermoscope. En 1643, Evangelista Torricelli invente le baromètre à mercure. En 1662, Sir Christopher Wren a inventé le pluviomètre à auget basculant mécanique à vidage automatique. En 1714, Gabriel Fahrenheit crée une échelle fiable pour mesurer la température avec un thermomètre à mercure. En 1742, Anders Celsius, un astronome suédois, a proposé l'échelle de température « centigrade », le prédécesseur de l'échelle Celsius actuelle. En 1783, le premier hygromètre à cheveux est développé par Horace Bénédict de Saussure. En 1806, Francis Beaufort présente son système de classification des vitesses de vent.
Au XXe siècle, de nouveaux instruments ont fait leur apparition. On parle des radiosondes au début du siècle, du radar météorologique et des fusées-sondes après la Seconde Guerre mondiale et le satellite météorologique dont le premier lancé avec succès sera le TIROS-1 en avril 1960. Ceci a marqué le début de l'ère de la télédétection météorologique à l'échelle mondiale.

## Instruments de base

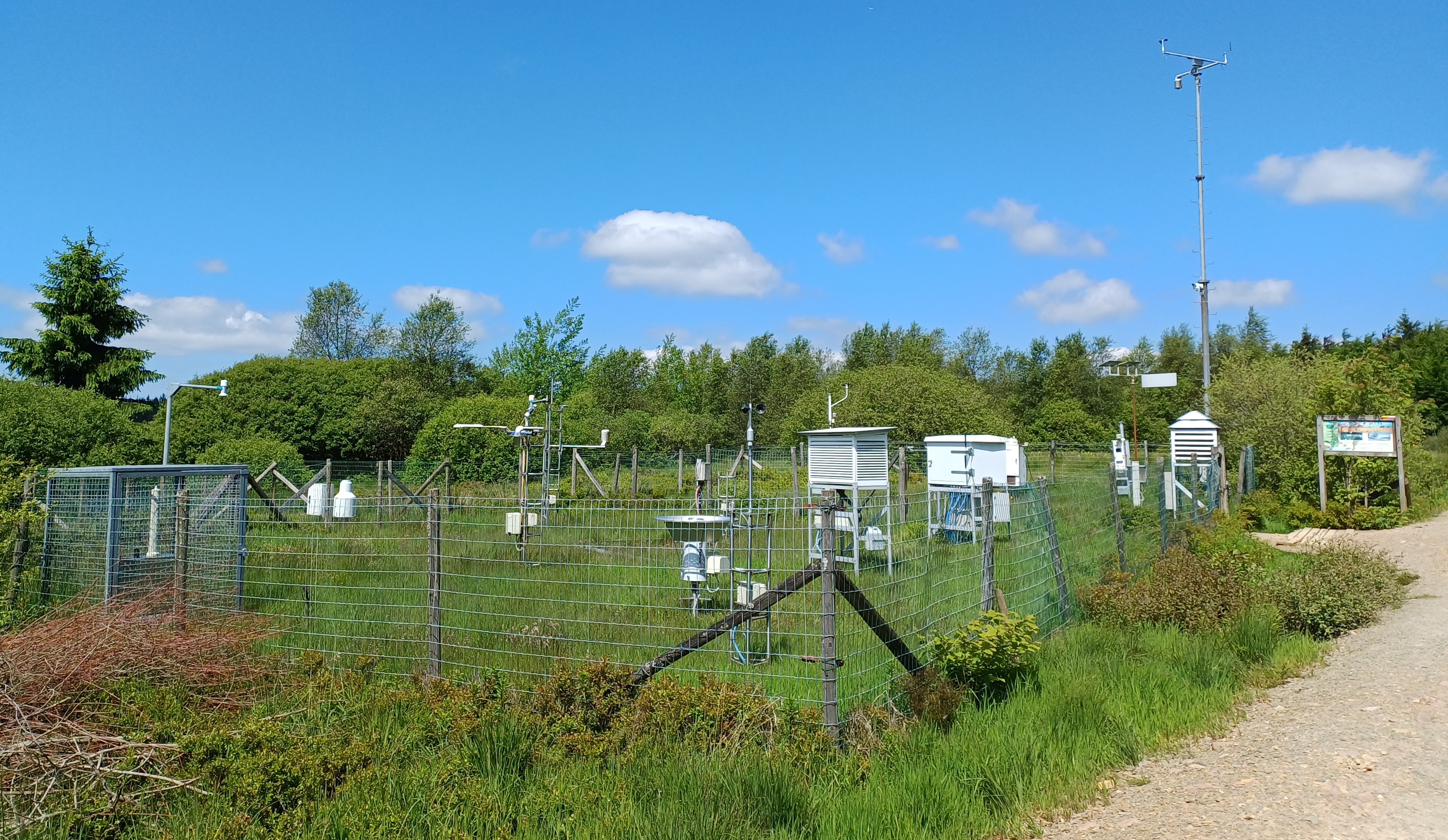
Divers instruments météorologiques de base.

Les observations de base comportent les éléments suivants :
- Temps présent ;
- Temps passé ;
- Vitesse et direction du vent ;
- Nébulosité (couverture de nuage) ;
- Type des nuages ;
- Hauteur de la base des nuages ;
- Visibilité ;
- Température ;
- Humidité relative ;
- Pression atmosphérique ;
- Précipitations ;
- Enneigement ;
- Insolation et/ou rayonnement solaire ;
- Température du sol ;
- Évaporation.

Certains de ces items étaient généralement évalués jusqu'à récemment seulement par un observateur humain, comme le temps passé et présent ainsi que la nébulosité. Les valeurs des autres sont rapportés par plusieurs instruments météorologiques de base.
L’intensité du rayonnement solaire et le rayonnement de la surface de la terre et de l’atmosphère sont mesurés avec pyrhéliomètres, pyrgéomètres, actinomètres, pyranomètres et héliographes. Les paramètres de l'électricité atmosphérique sont mesurés avec des détecteurs de foudre.
L'humidité de l'air est mesurée avec des psychromètres, des hygromètres et des cellules à point de rosée. La quantité et l'intensité des précipitations sont déterminées par pluviomètre (pluie) et nivomètre (neige). Les réserves d'eau dans la couverture de neige sont mesurées avec un échantillonneur à neige et la rosée est mesurée avec un drosomètre. L'évaporation est calculée avec un bac d'évaporation.
La pression atmosphérique est mesurée avec des baromètres, des baromètres anéroïdes, des barographes et des hypsomètres. Plusieurs thermomètres sont utilisés en météorologie. Il peut s'agir de thermomètres à liquide ou électroniques qui remplissent les fonctions suivantes :
- thermomètre sec : dont le réservoir est exposé à l'air, et bien ventilé, pour mesurer la température de l'air[10] ;
- thermomètre mouillé : dont le réservoir est recouvert d'une mèche de mousseline humide ou d'une pellicule de glace pure, le tout étant ventilé, pour mesurer la température du point de rosée[11] (température du thermomètre mouillé) ;
- thermomètre à globe noir ou à boule noire[12] : thermomètre dont l'organe sensible est en verre noir ou recouvert de noir de fumée de façon à fonctionner approximativement comme un corps noir. Placé dans une enceinte transparente ou noire dans laquelle on a fait le vide, il est parfois utilisé pour mesurer le rayonnement solaire incident, en particulier dans la température au thermomètre-globe mouillé ;
- thermomètre à globe mouillé[13] : noirci et recouvert d'une mèche de mousseline humide ;
- thermomètre à minimum et maximum : permettant de mesurer les températures maximales et minimales atteintes pendant un intervalle de temps donné ;
- thermomètre enregistreur ou thermographe : est un thermomètre muni d'un dispositif qui enregistre continuellement la température[14].

La vitesse et/ou la direction du vent sont mesurées avec des anémomètres, des manches à air et des girouettes. La visibilité est mesurée avec un diffusomètre ou un transmissomètre. Le détecteur d’occurrence de précipitations réalise automatiquement des observations qui nécessitaient jusqu'à récemment une intervention humaine.

## Mesuresin situ
Les observations météorologiques de surface in situ sont prises à la surface, en mer et en altitude par divers moyens. À l'origine, les différents appareils étaient lu manuellement par un observateur qualifiés à des points comme les aéroports, les navires ou en aérostats. De plus en plus, les relevés se font par stations météorologiques automatiques, bouées météorologiques, ballons-sondes, avions ou fusées-sondes et parfois complétées par des observateurs.
Les données de surface sont envoyées dans les codes METAR et code SYNOP sont ramenées au niveau moyen de la mer grâce la conversion de la pression selon l'atmosphère normalisée de l'OACI afin de pouvoir tracer les cartes météorologiques et alimenter en données de surface le modèles de prévision numérique du temps. Les données aérologiques sont prises à des pressions standard et autres niveaux significatifs pour alimenter les mêmes modèles.

## Télémesures
Une grande partie du globe est inhabitée ou peu peuplé, ou bien couvert par les glaces ou les océans. Même dans les régions peuplées, il n'est pas possible de mettre des stations météorologiques partout. Alors intervient la télédétection qui permet de déduire les variables météorologiques sur de grandes étendues sans y avoir de données in situ.

### Radar météorologique

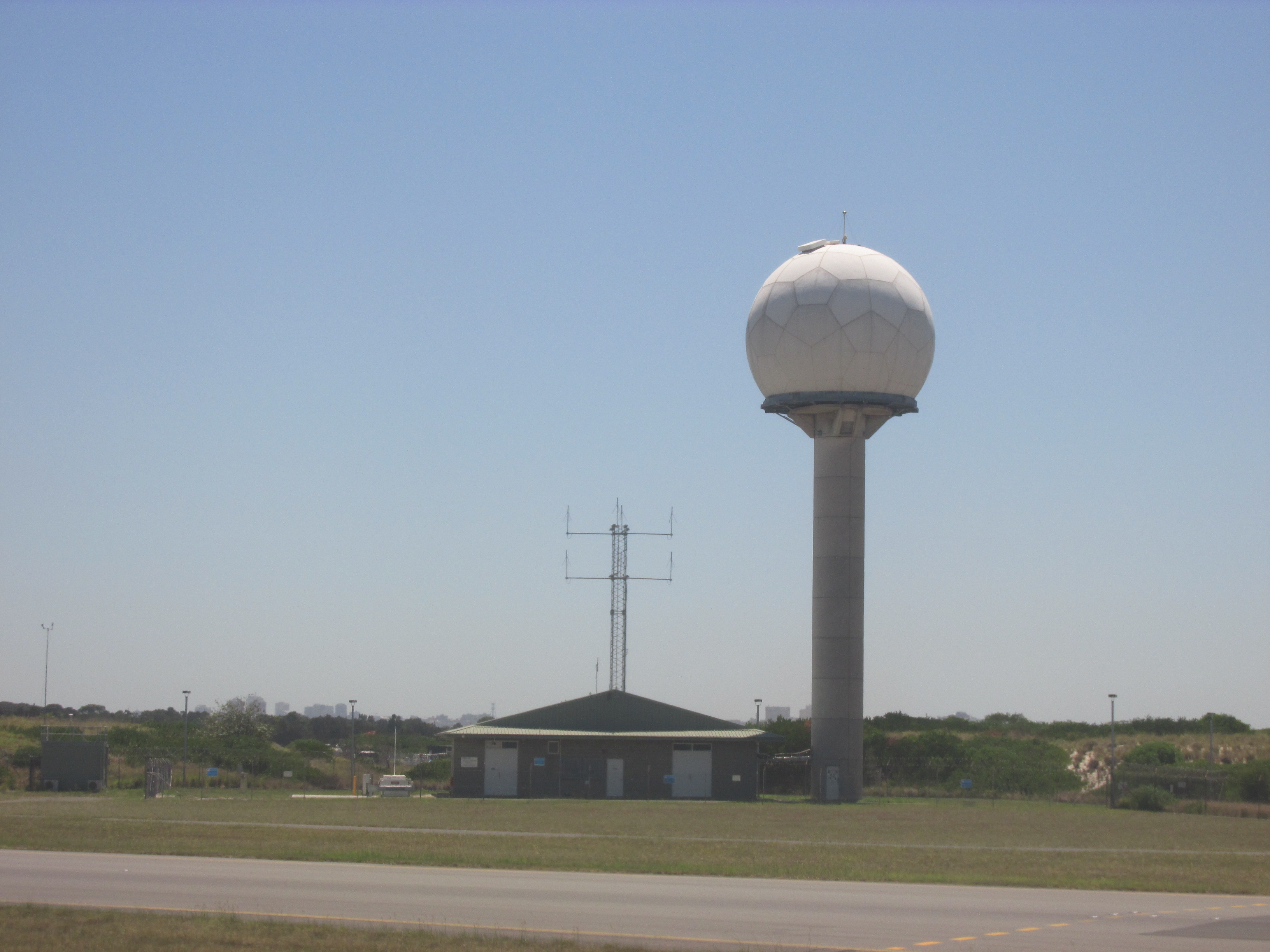
Radar météorologique à Sydney (Australie).

Le premier de ces moyens est le radar météorologique utilisé pour repérer les précipitations, calculer leur déplacement et déterminer leur type (pluie, neige, grêle, etc.). La structure tridimensionnelle des données obtenues permet également d'inférer les mouvements des précipitations dans les nuages et ainsi de repérer ceux qui pourraient causer des dommages. Enfin, en se servant des précipitations comme traceurs, on peut en déduire la direction radiale et la vitesse des vents dans la basse atmosphère.
La plupart des pays sont maintenant donnée de tels appareils reliés en réseaux nationaux et internationaux qui permettent de couvrir une très grande partie des terres émergées ayant une population significative. Les terres arctiques ou les déserts sont rarement couverts par ces réseaux. Les données sont aussi utilisées par les météorologues et les modèles de prévision pour affiner leur analyse de la situation météorologique.

### Sondage vertical
Les lidars, les sodars, célomètres et les profileurs de vents sont des systèmes similaires aux radars sondant dans la verticale et qui répondent à des missions particulières, comme la détection des cendres volcaniques ou la détection de vents violents aux abords des aéroports.

### Satellite météorologique

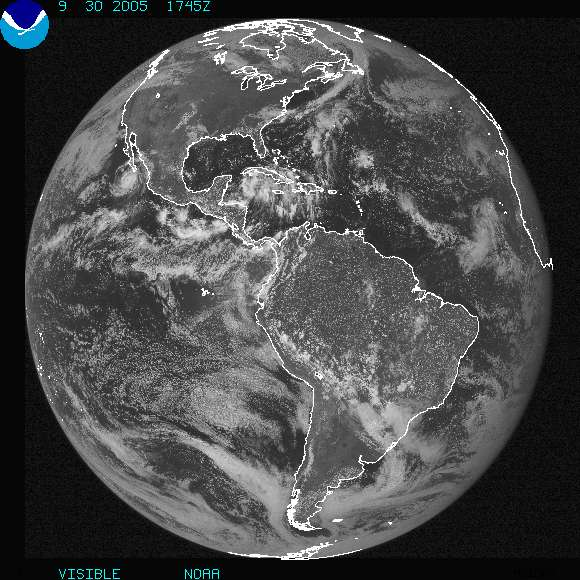
Vue de la Terre par un satellite météorologique géostationnaire GOES.

Le satellite météorologique est un satellite artificiel qui a comme mission principale le recueil de données utilisées pour la surveillance du temps et du climat de la Terre. Chaque nouvelle génération de satellite comporte des capteurs plus performants et capables d'effectuer des mesures sur un plus grand nombre de canaux ce qui permet de les utiliser pour différencier les divers phénomènes météorologiques : nuages, précipitations, vents, brouillard, etc..
Les satellites comportent ainsi :
- Des radiomètres pour la télémesure de la température de l’atmosphère et des hydrométéores qui s’y trouvent. Ils opèrent dans le spectre infrarouge. Les premiers instruments ne « regardaient » que quelques longueurs d’onde alors que les nouvelles générations divisent ce spectre en plus de 10 canaux ;
- Des radiomètres dans le visible pour noter la brillance de la réflexion solaire sur les différentes surfaces. Ces données sont corrigées par les programmes d’analyse au sol selon l’angle du soleil pour uniformiser les informations ;
- Des capteurs radar  pour les précipitations ;
- Des diffusomètres pour estimer les vents et les vagues.
- Etc...

Plusieurs pays lancent et maintiennent des réseaux de satellites météorologiques : les États-Unis, l'Europe par l'Agence spatiale européenne (ESA), l'Inde, la Chine, la Russie et le Japon. Tous ces satellites assurent une couverture globale de l'atmosphère mais à une résolution qui varie selon les capteurs embarqués et la trajectoire du satellite.

## Représentativité
Chaque instrument a sa propre résolution. Ainsi les pluviomètres sont généralement calibrés pour être précis à 0,2 mm près. Cependant, la représentativité d’une observation dépend de l'endroit où elle est prise, du pas de temps de la mesure et de l’exposition aux éléments. Par exemple, les observations synoptiques doivent en règle générale
être représentatives d’une aire de 100 km de rayon autour de la station, mais pour des applications à petite échelle, comme l'accumulation avec des averses localisées, ce rayon peut être ramené à 10 km voire moins.
Chaque instrument peut également comporter des erreurs aléatoires ou systématiques. Les erreurs résultant d’une exposition non représentative peuvent être beaucoup plus importantes que celles du système instrumental pris isolément. Une station implantée sur un terrain accidenté ou près d’un rivage est peu représentative à grande et moyenne échelle parce qu'influencée par des effets locaux. Les données d’une station non représentative peuvent néanmoins rester utilisables à des fins climatologiques si elles demeurent homogènes dans le temps.